# Nuova ossessione
Nuova ossessione è una canzone del gruppo torinese Subsonica estratta come secondo singolo dell'album Amorematico, pubblicato nel 2002.

## Descrizione
Il singolo viene inizialmente lanciato come CD promozionale per le radio. In seguito all'ottimo riscontro di pubblico, il brano viene inserito nel successivo singolo estratto dall'album, Mammifero.
Nuova ossessione è presente nel videogioco SingStar GreatestHits Italia.
Per quanto riguarda la stesura dei brani, Nuova Ossessione è stata composta da Boosta con testo di Max Casacci, mentre Mammifero dal solo Casacci.

## Video musicale
Il video musicale ufficiale del brano è stato diretto da Gaetano Morbioli. Il televisore usato nel video è un MIVAR 15C1V.